# Ecthetis
Ecthetis là một chi bướm đêm thuộc họ Erebidae.